# Flärken (Bjärtrå socken, Ångermanland)
Flärken är en sjö i Kramfors kommun i Ångermanland och ingår i Nätraån-Ångermanälvens kustområde.